# Madrasa Rahīmīya
Die Madrasa Rahīmīya (persisch مدرسه رحيميه, DMG Madrasa-yi Raḥīmīya) war eine Madrasa außerhalb von Shahjahanabad im Osten von Delhi, die im 18. und frühen 19. Jahrhundert ein wichtiges Zentrum islamisch-religiöser Wissenschaften auf dem Indischen Subkontinent war. Sie wurde durch Schāh ʿAbd ar-Rahīm (gest. 1719), einen der Bearbeiter der Fatāwa-yi ʿĀlamgīrī, gegründet und befand sich zunächst in der Nähe der Mahalla von Mehndiyan. Nach ʿAbd ar-Rahīms Tod übernahm sein Sohn Schāh Walī Allāh ad-Dihlawī (gest. 1762) die Leitung der Schule. Die Schule stand „stand für eine Erneuerung des Islam aus seinen Quellen“ und betrieb eine Stärkung muslimischer Identität „durch Ablehnung aller historisch gewachsenen Neuerungen und Annäherungen an andere Gemeinschaften.“ Mit dieser Ausrichtung war sie ein Vorgänger des Dār al-ʿUlūm von Deoband, das 1866 oder 1867 gegründet wurde.
Anfangs widmete sich die Madrasa Rahīmīya ähnlich wie das Farangi Mahall in Lucknow der Pflege rationaler Wissenschaften (maʿqūlāt). Das änderte sich jedoch, als Schāh Walī Allāh 1732 von einem längeren Studienaufenthalt in Medina zurückkehrte. Fortan legte er den Schwerpunkt der Lehre auf die Vermittlung der Traditionswissenschaften (manqūlāt) und der Koranexegese. Die Stellung zum Sufismus blieb ambivalent. Mit dieser speziellen Ausrichtung zog die Madrasa Rahīmīya Schüler nicht nur aus Nordindien, sondern auch aus den Gebieten Afghanistans und Zentralasiens an. Als die Schule überfüllt war, zog sie in einen Haveli im Inneren der Stadt um, den ihr der Großmogul Muhammad Shah (reg. 1720–48) zur Verfügung stellte. Nach Schāh Walī Allāhs Tod fiel die Leitung der Madrasa seinem Sohn Schāh ʿAbd al-ʿAzīz (gest. 1824) zu. Er, seine drei Brüder und die Schüler von Schāh Walī Allāh bildeten ein Netzwerk, „in dem sich die Genealogien der Verwandtschaft mit denen der spirituellen Initiation und der akademischen Affiliation vielfach überschnitten und gegenseitig verstärkten.“ Die Schule wurde auch für die Übersetzungen des Korans ins Urdu bekannt, mit denen die Söhne von Schāh Walī Allāh hervortraten.
Das Netzwerk der Madrasa Rahīmīya wurde zum Ausgangspunkt einer eigenen indoislamischen Denkschule, die auch als Schule von Delhi bezeichnet wird und der rationalistisch orientierten Schule von Lucknow gegenübergestellt wird. Über Generationen hinweg lässt sich beobachten, dass bestimmte Städte ihre jungen Männer fast ausschließlich zur Ausbildung an die Madrasa Rahīmīya schickten, während andere Orte in gleicher Weise mit Lucknow verbunden waren. Zu dem Netzwerk der Madrasa Rahīmīya gehörte auch Sayyid Ahmad Barelwi (gest. 1831), der Gründer der Tariqa-yi Muhammadiya. Die Madrasa Rahīmīya bestand bis zum Indischen Aufstand von 1857 weiter. Während des Aufruhrs wurde sie geplündert und dem Erdboden gleichgemacht.

## Belege
1. ↑  Umar: Islam in Northern India during the Eighteenth Century. 1993, S. 264.
2. ↑  Pernau: Bürger mit Turban. 2008, S. 149.
3. ↑  Pernau: Bürger mit Turban. 2008, S. 64.
4. ↑  Pernau: Bürger mit Turban. 2008, S. 66.
5. ↑  Pernau: Bürger mit Turban. 2008, S. 64.
6. ↑  Umar: Islam in Northern India during the Eighteenth Century. 1993, S. 264.
7. ↑  Pernau: Bürger mit Turban. 2008, S. 64.
8. ↑  Avril A. Powell: Muslims and missionaries in pre-mutiny India. Curzon Press, Richmond, Surrey 1993. S. 66, 102.
9. ↑  Jamal Malik: Islam in South Asia. A Short History. Brill, Leiden, 2008. S. 200.
10. ↑  Pernau: Bürger mit Turban. 2008, S. 64f.
11. ↑  Pernau: Bürger mit Turban. 2008, S. 150f.
12. ↑  Umar: Islam in Northern India during the Eighteenth Century. 1993, S. 264.